# Yelena Rybkina
Yelena Vladímirovna Rybkina –en ruso, Елена Владимировна Рыбкина– (24 de abril de 1964) es una deportista rusa que compitió en bádminton. Ganó una medalla de bronce en el Campeonato Europeo de Bádminton de 1992, en la prueba individual.

## Palmarés internacional
| Representando a la CEI |                       |                   |            |
| Campeonato Europeo     |                       |                   |            |
| Año                    | Lugar                 | Medalla           | Prueba     |
| 1992                   | Glasgow (Reino Unido) | Medalla de bronce | Individual |